# Yo Savy
Pour les articles homonymes, voir Savy.
Yo Savy ou Yo Sermayer, née Yvonne Serré le 6 février 1911 à Paris et morte le 22 septembre 2003 dans la même ville, est une artiste peintre française.

## Biographie
Yvonne Serré naît le 6 février 1911 à Paris ; elle est la fille de Marcel Duchamp,, qui ne l'a jamais officiellement reconnue, et du modèle Jeanne Chastagnier mariée alors à M. Serré qui a reconnu l'enfant. Elle apprend la peinture à l'Académie de la Grande Chaumière puis à l'atelier d'André Lhote dans les années 1930. Elle peint « par éclipse » des meubles, des chaises, des fauteuils ou des bancs, c'est-à-dire souvent de manière fragmentaire, toutes les parties n'étant pas forcément représentées ou parfois même les objets tant méconnaissables ou paraissant autre chose. Elle signe ses œuvres du nom de « Yo Sermayer ».
Elle vit et travaille à Paris et devient l'épouse de Jacques Savy.
En 1966, Yo Savy, alors âgée de 55 ans, fait la connaissance de son véritable père, Marcel Duchamp, qui a alors 79 ans.
Elle meurt le 22 septembre 2003 à Paris. Elle est enterrée au cimetière ancien de Charenton-le-Pont.

## Œuvre
Esprit indépendant, son œuvre ne peut se rattacher à aucune école. Vers la fin des années 50, elle choisit de prendre des chaises, des divans, des bancs, comme modèles. Pour son exposition en 1967 à la Bodley Gallery de New York, « Rose Sélavy alias Marcel Duchamp » écrivit une phrase manuscrite reproduite dans le catalogue : « après Musique d'ameublement d'Erik Satie, voici Peinture d'ameublement de Yo Savy Alias Yo Sermayer »,,.
Dans la préface du catalogue de l’exposition à l’Espace Donguy à Paris de 1988, il est fait mention d'un « énigmatique tableau » sur lequel étaient peintes deux chaises vides qui se trouvait dans l'appartement de Marcel Duchamp. Ce tableau avait été vu sur une photographie de l’artiste.

## Principales expositions
- 1967 : Bodley Gallery, New-York. Il existe des photographies de cette exposition prises par Marcel Duchamp[réf. nécessaire].
- 1983 : Kunsthalle de Berne : cette exposition organisée par Jean-Hubert Martin et l'Académie de Muséologie Evocatoire est réputée avoir fait connaître Yo Sermayer en Europe [11].
- 1998 : Musée d'art moderne et contemporain de Genève, sous l'égide de l'Académie de Muséologie Évocatoire.